# White Bear Lake, Minnesota
White Bear Lake, Minnesota là một thành phố nằm ở quận Ramsey, thuộc tiểu bang Minnesota, Hoa Kỳ. Thành phố có diện tích 22,5 km2, dân số theo ước tính năm 2000 của Cục điều tra dân số Hoa Kỳ là 24.325 người.